# Robbie Buchanan
Robbie Buchanan (nacido en 1957) es un tecladista, compositor, arreglista y productor canadiense.
Buchanan, oriundo de Vancouver, comenzó a tocar el piano a los seis años. Tuvo su primer concierto como pianista a los doce años tocando seis noches a la semana en Dawson City, Yukón. Cuando todavía era un adolescente, Buchanan se unió a una banda llamada Soul Unlimited, por sugerencia de su amigo Tom Baird. En los años que siguieron, Buchanan finalmente se mudó a Los Ángeles, California, para escribir música con Carl Graves.
En 1978, Buchanan interpretó a un pianista en la película La rosa. 

## Colaboraciones
Ha participado como músico de sesión con Anita Baker, Christopher Cross, Dusty Springfield, Glenn Frey, Laura Branigan, Leo Sayer, Linda Ronstadt, Liza Minnelli, Michael Bolton, Natalie Cole, Patti LaBelle, Peter Cetera, Randy Travis, Ray Parker Jr., Ricky Martin, Roberta Flack, Sheena Easton, Whitney Houston, Wilson Phillips y Luis Miguel.

## Discografía
- Born to Love arreglos y sintetizador: «Comin' Alive»

## Filmografía
- La bella y la bestia arreglos: «Beauty and the Beast» (1991)
- Aladdín arreglos: «A Whole New World» (1992)
- The Swan Princess arreglos: «Far Longer Than Forever» / productor: «Far Longer Than Forever» (1994)
- Pocahontas arreglos: «Colors of the Wind» (1995), «If I Never Knew You» (1995) / productor: «If I Never Knew You» (1995)
- Atlantis: El imperio perdido productor: «Where the Dreams Take You» (2001)
- La dama y el vagabundo II arreglos: «Bella Notte» / productor: «Bella Notte» (2001)